# O Céu e o Inferno (livro de Swedenborg)

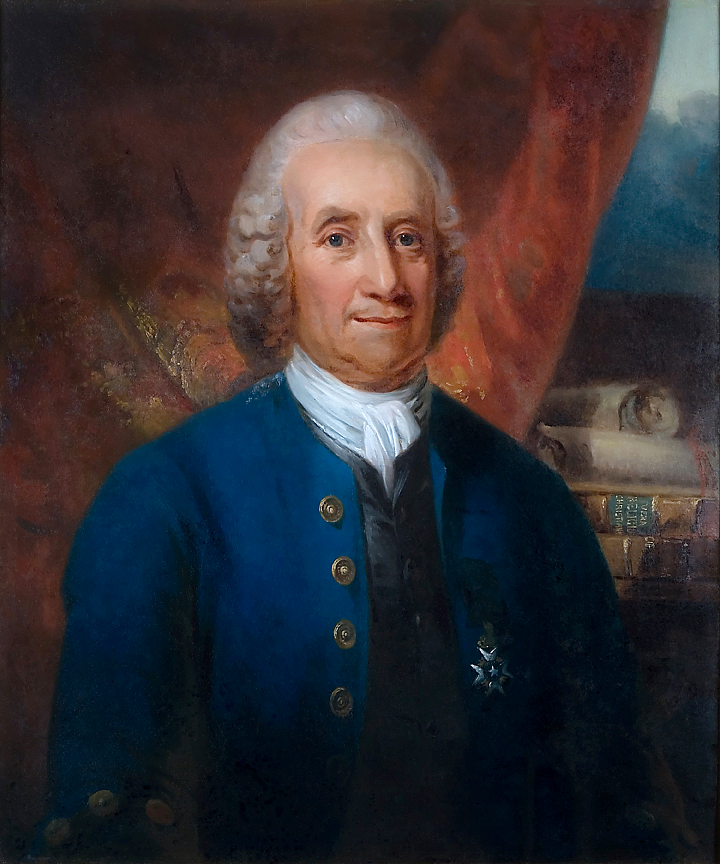
Retrato de Swedenborg por Carl Frederik von Breda

O Céu e o Inferno é o título em inglês comum de um livro escrito por Emanuel Swedenborg em latim, publicado em 1758. O título completo é O Céu e suas Maravilhas e o Inferno segundo o que foi Ouvido e Visto, ou, em latim: De Caelo et Eius Mirabilibus et de inferno, ex Auditis et Visis. Ele fornece uma descrição detalhada da vida após a morte; como as pessoas vivem após a morte do corpo físico. O livro deve seu apelo popular a esse assunto. Ele é um dos principais livros no swedenborgianismo, junto com A Verdadeira Doutrina Cristã e os Arcanos Celestes.

## Introdução
Um artigo sobre Swedenborg inclui uma lista de biografias sobre ele, com uma breve análise do ponto de vista de cada biógrafo. Algumas das coisas que ele afirma ter experienciado são que há judeus, muçulmanos e pessoas de tempos pré-cristãos ("pagãos", como romanos e gregos) no céu. Ele diz que conversou com casais de anjos da Era de Ouro, felizes no céu há milhares de anos. A questão fundamental da vida, ele diz, é que o amor a si mesmo ou ao mundo leva o indivíduo ao Inferno, e o amor a Deus e aos semelhantes leva o homem ao Céu.
O trabalho provou ser influente. Foi traduzido para vários idiomas, incluindo dinamarquês, francês, inglês, hindi, russo, espanhol, islandês, sueco e zulu. Uma variedade de figuras culturais importantes, tanto escritores e artistas, foram influenciados por Swedenborg, incluindo Johnny Appleseed, William Blake, Jorge Luis Borges, Daniel Burnham, Arthur Conan Doyle, Ralph Waldo Emerson, John Flaxman, George Inness, Henry James, Sr., Carl Jung, Immanuel Kant, Honoré de Balzac, Helen Keller, Czesław Miłosz, August Strindberg, DT Suzuki e W. B. Yeats. Edgar Allan Poe menciona este livro em seu trabalho A Queda da Casa de Usher. Também desempenha um papel importante no romance de Honoré de Balzac, Louis Lambert. William Blake se referiu e criticou ao Céu e Inferno e citou Swedenborg pelo nome várias vezes em seu ensaio poético/teológico The Marriage of Heaven and Hell.
Swedenborg escreveu sobre o Céu e o Inferno com base no que ele disse ser revelação de Deus. Segundo Swedenborg, Deus é o próprio amor e pretende que todos possam ir para o céu. Esse era o Seu propósito para a criação. Assim, Deus nunca fica bravo, diz Swedenborg, e não lança ninguém no inferno. A aparência de que Ele estava zangado com os malfeitores era permitida devido ao nível primitivo de entendimento das pessoas nos tempos bíblicos. Especificamente, o santo temor era necessário para impedir que as pessoas daqueles tempos afundassem irremediavelmente nas consequências de seus males. A ideia do santo temor  estava de acordo com a verdade fundamental que até eles podiam entender, de que tudo vem de Jeová. No sentido espiritual interno da Palavra, porém, assumido como revelado nas obras de Swedenborg, Deus pode ser visto claramente pela Pessoa amorosa que Ele realmente é.

## Alguns ensinamentos básicos

### Deus é um
O Céu e o Inferno se abre com uma afirmação das muitas declarações do Antigo e Novo Testamentos (por exemplo, Deuteronômio 6:4, Isaías 44:6, 45:14, 21, Marcos 12:29,32, João 1:18, Apocalipse 11:17) e a revelação de Swedenborg (por exemplo,) de que existe um Deus e Ele é um: se Deus é todo-poderoso, Ele deve ser um, sendo contraditório dizer que há mais de um ser que é todo-poderoso.

### Anjos
Swedenborg detalha uma vida após a morte que consiste em experiências reais em um mundo de muitas maneiras básicas bastante semelhantes ao mundo natural. Segundo Swedenborg, os anjos no céu não têm uma existência etérea ou efêmera, mas desfrutam de uma vida ativa de serviço aos outros. Eles dormem e acordam, amam, respiram, comem, conversam, leem, trabalham, se divertem e adoram. Eles vivem uma vida genuína em um corpo e mundo espirituais reais.
Segundo Swedenborg, nós, no mundo natural, só podemos ver anjos aqui quando nossos olhos espirituais são abertos. Isso corresponde a muitos casos no Antigo Testamento e no Novo Testamento (Mateus 18, Lucas 2:14, Mateus 17, Lucas 24, Apocalipse 1:10). Swedenborg recebeu sua revelação pelo mesmo processo de seus olhos espirituais serem abertos por Deus.
Todo o ambiente de um anjo - roupas, casas, cidades, plantas etc. - é o que Swedenborg chama de correspondências. Em outras palavras, seu ambiente reflete espiritualmente e, portanto, "corresponde" ao estado mental do anjo e muda à medida que o estado do anjo muda.
Swedenborg escreve que os anjos não têm poder próprio. O poder de Deus trabalha através do anjo para restringir os espíritos malignos, um anjo sendo capaz de conter mil espíritos de uma só vez. Os anjos exercem o poder de Deus principalmente em defendendo as pessoas contra o inferno. Swedenborg é explicitamente claro que os anjos não têm poder algum por si próprios, não aceitam nem gostam de receber agradecimentos ou aceitar qualquer crédito.
No mundo cristão, acredita-se que no começo anjos e demônios foram criados no céu, também que o diabo ou Satanás era um anjo de luz, mas tendo se rebelado, ele foi derrubado com sua tripulação, e assim o inferno foi formado. Swedenborg afirma que, pelo contrário, todo anjo ou demônio começou a vida como um habitante da raça humana. Em outras palavras, não há anjos ou demônios que não eram pessoas na Terra primeiro.
As crianças que morrem vão diretamente para o céu, onde são criadas por mães anjos.

### Homem e mulher
Anjos são homens e mulheres em todos os detalhes, exatamente como estavam aqui na terra, apenas são espirituais e, portanto, mais perfeitos. Veja o capítulo sobre “Casamento no céu” no O Céu e o Inferno e o livro de Swedenborg sobre o tema, Amor de Casamento (Amor Conjugal em traduções mais antigas). A conjunção espiritual de marido e mulher, que é a base do verdadeiro casamento neste mundo e no próximo, é explicada em O Céu e o Inferno #366ff. e Amor Conjugal #156ff.
Os estados do [verdadeiro amor matrimonial] são inocência, paz, tranquilidade, amizade íntima, total confiança e um desejo compartilhado pela disposição e pelo coração de cada um de fazer ao outro todo o bem que puder. Todas essas coisas dão origem a bem-aventurança, bem-aventurança, alegria e prazer e por sua eterna felicidade celestial.— Amor Conjugal #180
Swedenborg diz que esse verdadeiro amor conjugal era conhecido na Antiguidade, mas em grande parte perdido desde então, principalmente devido à perda de crença de que esse amor é eterno e que existe vida após a morte.

### O ideal do casamento cristão
Segundo Swedenborg, a vida de casado continua após a morte como antes, concordando com a convicção instintiva de poetas e amantes cujas garantias internas dizem que seu amor superará a morte e que eles viverão novamente e amarão novamente na forma humana. Em outras palavras, não há "até que a morte nos separe" de casais felizes. (Veja "O Senhor Deus Jesus Cristo sobre o casamento no céu")
Swedenborg também diz que o amor do casamento cristão por um homem e uma mulher é o mais alto de todos os amores, a fonte da maior felicidade. “Porque em si os casamentos cristãos são tão sagrados que não há mais nada santo. Eles são os seminários da raça humana, e a raça humana é o seminário dos céus.”
A conjunção espiritual de marido e mulher, que é a base do casamento cristão neste mundo e no próximo, é explicada no Céu e Inferno nº 366ff. e Amor Conjugal #156ff. A evidência dessa conjunção é encontrada no fato de que marido e mulher juntos são chamados [um] “homem” ou “uma carne” em Gênesis 1:27, 2:22-24, 5:2 e Marcos 10:8.
Nos casamentos celestes, nenhum dos parceiros tenta dominar o outro, uma vez que o amor pelo domínio de um parceiro elimina o deleite desse casamento.
Os antigos acreditavam em uma fonte de juventude perpétua. No céu, seu sonho é realizado, pois aqueles que deixam esse mundo velho, decrépito, doente de corpo ou deformado, renovam sua juventude e mantêm suas vidas com todo o vigor do início da masculinidade e da feminilidade.
Swedenborg diz que os casais que viveram em um amor casto ao casamento cristão estão mais do que todos os outros na ordem e forma do céu e, portanto, em toda a beleza, e continuam incessantemente na flor da juventude. As delícias de seu amor são inefáveis e aumentam para a eternidade. Quais são as suas delícias externas seria impossível descrever em palavras humanas.

### Poligamia
"Poligamia" é usada aqui para descrever qualquer relação conjugal entre homens e mulheres que não seja um marido com uma esposa. Uma variante adicional é "Parceiros múltiplos, mas um de cada vez" (isto é, monogamia serial). Se feito por razões más, como a luxúria, constitui "poligamia sucessiva".
Swedenborg disse em sua revelação que o verdadeiro amor matrimonial cristão entre um marido e várias esposas é impossível, pois sua origem espiritual, que é a formação de uma mente em cada duas, é destruída. Ele diz que o amor dividido entre vários parceiros cristãos não é o amor verdadeiro do casamento, mas a lascívia. Segundo Swedenborg, um cristão que se casa com mais de uma esposa comete não apenas adultério natural, mas também adultério espiritual. No sentido mais elevado, cometer adultério significa negar a divindade de Jesus Cristo e profanar a Palavra. O adultério é um mal tão grande, diz Swedenborg, "que pode ser chamado de próprio diabolismo". Após a morte, a condenação dos polígamos cristãos é mais severa do que a condenação daqueles que cometeram apenas adultério natural. Na outra vida, os adúlteros amam a sujeira e vivem em infernos sujos.

### Tempo e espaço no mundo espiritual
Não há tempo nem espaço como os entendemos no outro mundo. Ambos são substituídos por um senso de estado. Veja o capítulo 18, “Tempo no Céu” e o capítulo 22, “Espaço no Céu”, em O Céu e o Inferno, # 70, 191.

### Mundo dos Espíritos
O "Mundo dos Espíritos" não deve ser confundido com "o mundo espiritual", que é um termo geral que se refere a toda a extensão do Céu, do Inferno e do Mundo dos Espíritos. A ideia cristã tradicional era de ressurreição no dia do julgamento no final da história. Swedenborg diz que o julgamento ocorre no Mundo dos Espíritos imediatamente após a morte de cada indivíduo. Depois que morremos, acordamos na região intermediária do mundo espiritual, nem no céu nem no inferno, mas em uma "terra de ninguém" neutra que Swedenborg chama de "Mundo dos Espíritos". Lá, gradualmente, perderíamos a capacidade de fingir e o "verdadeiro eu" espiritual viria à tona. O despojo resultante do si mesmo, mesmo para os pensamentos e intenções mais secretos, é o julgamento. Os adeptos se baseiam quanto a isso, por exemplo, na passagem bíblica “Não há nada oculto que não seja descoberto, e nada secreto que não seja conhecido…” (Lucas 12:2, 3; Mateus 10:26, O Céu e Inferno, nº 498). Após esse julgamento, o novo espírito segue para o Céu ou Inferno por vontade própria. Deus não os força. Os espíritos se reúnem com aqueles que são iguais a eles, seja no céu ou no inferno. Cada Espírito recebe Anjos e bons Espíritos, embora os espíritos malignos não possam suportar sua presença e, assim, partem.

### Equilíbrio e livre arbítrio espiritual
Segundo Swedenborg, as pessoas são mantidas em liberdade espiritual por meio do equilíbrio entre o Céu e o Inferno.
Segundo os swedenborgianos, não há alguém que envia as pessoas para o céu ou o inferno, senão elas a si mesmas. Não há indagação sobre sua fé ou antigas afiliações da igreja, ou se eles foram batizados, ou mesmo que tipo de vida eles viveram na Terra. Eles migram para um estado celestial ou infernal porque são atraídos para o seu modo de vida, e por nenhuma outra razão.
Qualquer um pode entrar no céu. No entanto, assim que uma pessoa má inala o ar, ela sofre um tormento excruciante e rapidamente a evita e foge para um estado/local, de acordo com seu verdadeiro estado. Swedenborg utiliza para isso o velho ditado "Onde a árvore cai, aí está ela". A orientação espiritual básica de uma pessoa em relação ao bem ou ao mal não pode ser alterada após a morte. Assim, um espírito maligno pode deixar o inferno, mas nunca quer.

## Influência na teologia de Joseph Smith e Mórmon
D. Michael Quinn sugere em seu livro Early Mormonism and the Magic World View que O Céu e o Inferno influenciaram Joseph Smith na criação da visão dos Santos dos Últimos Dias da vida após a morte, detalhada na seção 76 de Doutrina e Convênios.
No entanto, muitas das semelhanças estariam enraizadas na linguagem bíblica e na interpretação de textos bíblicos. Por exemplo, a visão geral de três céus na ressurreição aparece ter sua raiz nos escritos atribuídos ao apóstolo Paulo encontrados no Novo Testamento, 1 Coríntios 15:40–42:
"Também existem corpos celestes e corpos terrestres; mas a glória dos celestes é uma, e a glória dos terrestres é outra. Há uma glória do sol, outra glória da lua e outra glória das estrelas; porque uma estrela difere de outra estrela na glória. O mesmo acontece com a ressurreição dos mortos".
Alegoricamente, Swedenborg compara tanto a natureza de cada céu quanto a iluminação no céu de cada céu ao sol, à lua e às estrelas. Ele afirma que o sol do céu celestial e a lua do reino espiritual são o Senhor. Na visão do Mormonismo de 1 Coríntios 15:40–42, os corpos ressuscitados daqueles em três graus de glória (céus celestial, terrestre e telestial) são comparados ao Sol, Lua e estrelas.
Outros que reconhecem paralelos, incluindo o historiador mórmon Richard Bushman, propõem que as semelhanças entre as revelações de Smith e Swedenborg devem-se à influência dos escritos de Paulo em ambos.
Deve-se notar, no entanto, que a Epístola aos Coríntios não está incluída na lista de livros que, de acordo com Swedenborg, constituem o cânon bíblico divinamente inspirado listado nos Arcana Coelestia 10.325, White Horse 16, e A Nova Jerusalém e a Doutrina Celestial 266. Da perspectiva de Swedenborg, os ensinamentos da epístola não são, portanto, oficiais e ele não teria sido influenciado por eles.

## Versões impressas
- Swedenborg, E.Heaven and its wonders and Hell from things heard and seen. Swedenborg Foundation, December 1, 2001. Tradutor: George F. Dole, Língua: Inglês. ISBN 0-87785-476-9
- Uma tradução em inglês de 1958: ISBN 0-85448-054-4